# A bal lábam – Christy Brown története
A bal lábam – Christy Brown története (eredeti cím: My Left Foot) 1989-ben bemutatott brit–ír életrajzi filmvígjáték-dráma, Jim Sheridan elsőfilmes rendezése. A forgatókönyvet Sheridan és Shane Connaughton írta, Christy Brown 1954-es My Left Foot című memoárjából. A film zenéjét Elmer Bernstein szerezte. A főbb szerepekben Daniel Day-Lewis, Brenda Fricker, Ray McAnally, Hugh O’Conor, Fiona Shaw és Cyril Cusack látható.
1989. február 24-én mutatták be a mozikban, bevételi és kritikai sikerrel. A 62. Oscar-gálán öt kategóriában jelölték,  Day-Lewis és Fricker a legjobb férfi főszereplőnek, illetve legjobb női mellékszereplőnek járó díjakat vehette át. 2018-ban 53. lett a Brit Filmintézet a 20. század legjobb brit filmjeit tartalmazó listáján.

## Cselekmény
Christy Brown munkásosztálybeli ír férfi, cerebrális parézissel született, ezért csak bal lábát képes mozgatni. Miközben a festészetben találja meg önmagát, mozgássérültként igyekszik teljes értékű emberként elfogadtatni magát környezetével.

## Szereplők
| Szerep                                       | Színész                        | Magyar hang     |
| -------------------------------------------- | ------------------------------ | --------------- |
| Christy Brown                                | Daniel Day-Lewis (felnőttként) | Felföldi László |
| Christy Brown                                | Hugh O'Conor (gyerekként)      |                 |
| Bridget Fagan Brown (Christy anyja)          | Brenda Fricker                 | Halász Aranka   |
| Patrick Brown (Christy apja)                 | Ray McAnally                   | Kránitz Lajos   |
| Eileen Cole (Christy ápolónője)              | Fiona Shaw                     | Andai Györgyi   |
| Sharon Brown (Christy nővére)                | Kirsten Sheridan               |                 |
| Sheila Brown (Christy nővére)                | Alison Whelan                  | Somlai Edina    |
| Benny Brown (Christy fivére)                 | Eanna MacLiam                  | Boros Zoltán    |
| Tom Brown (Christy fivére)                   | Declan Croghan                 | Zalán János     |
| Sadie Brown (Christy nővére)                 | Marie Conmee                   |                 |
| Lord Castlewelland                           | Cyril Cusack                   | Izsóf Vilmos    |
| Brian Brown (Christy fivére)                 | Phelim Drew                    | Bolba Tamás     |
| nagynéni                                     | Eileen Colgan                  | Czigány Judit   |
| Mary Carr (Christy ápolónője, majd felesége) | Ruth McCabe                    | Jani Ildikó     |
| Peter (Cole vőlegénye)                       | Adrian Dunbar                  | Holl Nándor     |

## A film készítése
Day-Lewis akkor kezdett érdeklődni a projekt iránt, amikor elolvasta a nyitójelenetet: Brown a bal lábával helyez fel egy gramofonlemezt a lejátszóra, majd teszi rá a tűt, elindulva a zenét. A jelenetről a színész ezt mondta: „Tudtam, hogy ezt nem lehet megcsinálni... és ez felkeltette az érdeklődésemet.” Számos jelenetet tükör segítségével vettek fel, mivel Day-Lewis csak a jobb lábával tudta végrehajtani azokat a mozdulatokat, amelyeket a filmben látni. A filmre való felkészülés során eltöltött egy kis időt Brown dublini alma materében. Később visszatért egy újabb látogatásra, immár az Oscar-díjával együtt.
A színész híres volt a method acting szélsőségektől sem mentes követéséről. Ragaszkodott hozzá, hogy a forgatás alatt végig a szerepben maradjon és nem volt hajlandó semmi olyasmire, amit Brown sem tudott volna megtenni. Emiatt a stábtagoknak kellett őt kerekesszékben tolniuk, akadályokon átemelniük, sőt, még etetniük is.

## Fogadtatás

### Kritikai visszhang
A film általános kritikai sikert ért el. A Rotten Tomatoes 45 kritikus véleménye alapján 98%-ra értékelte, a szöveges összefoglaló szerint „Kétségtelen, hogy a legtöbben Daniel Day-Lewis alakítása miatt nézik meg a Bal lábam című filmet. Amiatt, mert nem fordul komor hangvételű irányba, a film még sokáig megmarad a nézők emlékezetében.”
Roger Ebert kritikájában a maximális négy csillagot adta rá. „A Bal lábam számos okból kifolyólag nagyszerű film. A legfontosabb talán az, hogy ennyire teljes képet ad ennek az embernek az életéről. Nem egy inspiráló film – mégis inspirál. Nem egy együttérzést keltő film – mégis együttérzést ébreszt. Egy makacs, nehéz természetű, különleges adottságokkal megáldott és tehetséges ember története ez, akinek rossz lapokat osztott az élet, de briliánsan játszotta ki őket. Hátrahagyott néhány jó könyvet, néhány jó festményt, és a bátorsága példáját. Nem lehetett könnyű.”
2015-ben a The Hollywood Reporter több száz akadémiai tag bevonásával készített egy felmérést, amelyben arra kérték őket, szavazzanak ismét korábbi, vitatott döntésekről. A szavazás eredménye az volt, hogy az 1990-es legjobb filmnek járó Oscar-díjat utólag A bal lábamnak ítélték volna oda a Miss Daisy sofőrje helyett.

### Fontosabb díjak és jelölések
| Díj                    | Kategória                            | Jelölt                            | Eredmény | Ref.   |
| ---------------------- | ------------------------------------ | --------------------------------- | -------- | ------ |
| Oscar-díj              | legjobb film                         | Noel Pearson                      | Jelölve  | [ 13 ] |
| Oscar-díj              | legjobb rendező                      | Jim Sheridan                      | Jelölve  | [ 13 ] |
| Oscar-díj              | legjobb férfi főszereplő             | Daniel Day-Lewis                  | Elnyerte | [ 13 ] |
| Oscar-díj              | legjobb női mellékszereplő           | Brenda Fricker                    | Elnyerte | [ 13 ] |
| Oscar-díj              | legjobb adaptált forgatókönyv        | Shane Connaughton és Jim Sheridan | Jelölve  | [ 13 ] |
| BAFTA-díj              | legjobb film                         | –                                 | Jelölve  | [ 14 ] |
| BAFTA-díj              | legjobb férfi főszereplő             | Daniel Day-Lewis                  | Elnyerte | [ 14 ] |
| BAFTA-díj              | legjobb férfi mellékfőszereplő       | Ray McAnally (posztumusz)         | Elnyerte | [ 14 ] |
| BAFTA-díj              | legjobb adaptált forgatókönyv        | Shane Connaughton és Jim Sheridan | Jelölve  | [ 14 ] |
| BAFTA-díj              | legjobb smink                        | Ken Jennings                      | Jelölve  | [ 14 ] |
| Európai Filmdíj        | az év legjobb újoncfilmje            | –                                 | Jelölve  | [ 15 ] |
| Európai Filmdíj        | legjobb rendező                      | Jim Sheridan                      | Jelölve  | [ 15 ] |
| Európai Filmdíj        | legjobb színész                      | Daniel Day-Lewis                  | Jelölve  | [ 15 ] |
| Golden Globe-díj       | legjobb férfi főszereplő (filmdráma) | Daniel Day-Lewis                  | Jelölve  | [ 16 ] |
| Golden Globe-díj       | legjobb női mellékszereplő           | Brenda Fricker                    | Jelölve  | [ 16 ] |
| Independent Spirit díj | legjobb külföldi film                | –                                 | Elnyerte | [ 17 ] |

## Fordítás
- Ez a szócikk részben vagy egészben  a   My Left Foot című angol Wikipédia-szócikk ezen változatának fordításán alapul.  Az eredeti cikk szerkesztőit annak laptörténete sorolja fel. Ez a jelzés csupán a megfogalmazás eredetét és a szerzői jogokat jelzi, nem szolgál a cikkben szereplő információk forrásmegjelöléseként.